# ويليام إس. أوبراين
ويليام إس. أوبراين (بالإنجليزية: William S. O'Brien)‏ هو تاجر أسهم أمريكي، ولد في 1825 في Abbeyleix ‏ في جمهورية أيرلندا، وتوفي في 2 مايو 1878 في سان رافاييل في الولايات المتحدة.